# Карго-культ

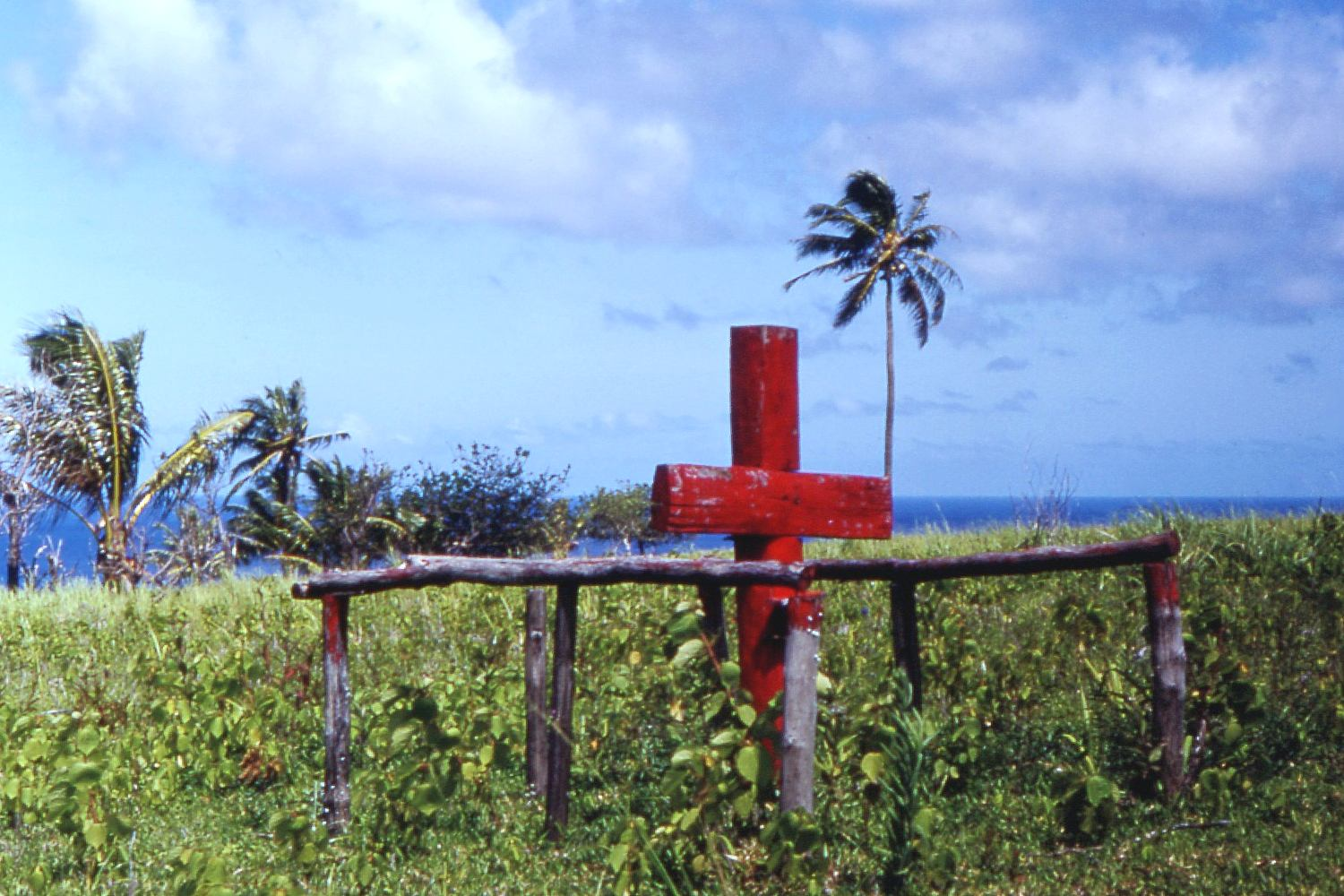
Церемониальный крест культа карго Джона Фрума, остров Танна, Новые Гебриды (теперь Вануату), 1967 г.

Ка́рго-культ, или культ ка́рго (от англ. cargo cult — поклонение грузу), также религия самолётопоклонников или культ Даров небесных — термин, которым называют группу религиозных движений в Меланезии. В культах карго верят, что западные товары созданы духами предков и предназначены для меланезийского народа. Считается, что белые люди нечестным путём получили контроль над этими предметами. В культах карго проводятся ритуалы, похожие на действия белых людей, чтобы этих предметов стало больше. Карго-культ является проявлением «магического мышления», а также может служить иллюстрирующим примером к третьему «закону Кларка».

## Краткий обзор
Культы карго в том или ином виде фиксировались с XIX века, но получили особенно сильное распространение после Второй мировой войны. Члены культа обычно не понимают в полной мере значимость производства или коммерции. Их понятия о современном обществе, религии и экономике могут быть фрагментарными.
В наиболее известных культах карго из кокосовых пальм и соломы строятся «точные копии» взлётно-посадочных полос, аэропортов и радиовышек. Последователи культа строят их, веря в то, что эти постройки привлекут транспортные самолёты (которые считаются посланниками духов), заполненные грузом. Верующие регулярно проводят строевые учения («муштру») и некое подобие военных маршей, используя ветки вместо винтовок и рисуя на теле ордена и надписи «USA».

## История
Первые культы карго были зафиксированы в конце XIX и начале XX веков. Самый ранний — движение Тука, зародившееся на Фиджи в 1885 году. Другие ранние культы возникали в основном на Папуа — Новой Гвинее — это культ Таро на севере и безумство Вайлала.
Классические культы карго были распространены во время Второй мировой войны и после неё. Огромное количество грузов было десантировано парашютным способом на острова во время Тихоокеанской кампании против Японской империи, что внесло коренные изменения в жизнь островитян. Произведённые промышленным образом одежда, консервы, палатки, оружие и другие полезные вещи в огромных количествах появились на островах в целях обеспечения армии, а также и островитян, которые были проводниками военных и гостеприимными хозяевами. В конце войны воздушные базы были заброшены, а груз («карго») больше не прибывал.
Чтобы получить товары и увидеть падающие парашюты, прилетающие самолёты или прибывающие корабли, островитяне имитировали действия солдат, моряков и лётчиков. Они делали наушники из половинок кокоса и прикладывали их к ушам, находясь в построенных из дерева контрольно-диспетчерских вышках. Они изображали сигналы посадки, находясь на построенной из дерева взлётно-посадочной полосе. Они зажигали факелы для освещения этих полос и маяков. Приверженцы культа верили, что иностранцы имели особую связь со своими предками, которые были единственными существами, кто мог производить такие богатства.
Островитяне строили из дерева в натуральную величину самолёты, взлётно-посадочные полосы для привлечения самолётов. В конце концов, поскольку это не привело к возвращению «божественных» самолётов с изумительным грузом, они полностью отказались от своих прежних религиозных воззрений, существовавших до войны, и стали более тщательно поклоняться аэродромам и самолётам.
За последние 75 лет большинство культов карго исчезли. Однако культ Джона Фрума до сих пор жив на острове Танна (Вануату). На том же острове в деревне Яохнанен проживает одноимённое племя, которое исповедует культ поклонения принцу Филиппу.
Термин получил широкую известность отчасти благодаря речи физика Ричарда Фейнмана, произнесённой в Калифорнийском технологическом институте и озаглавленной «Наука самолётопоклонников», которая позже вошла в книгу «Вы, конечно, шутите, мистер Фейнман». В своей речи Фейнман заметил, что самолётопоклонники воссоздают облик аэродрома, вплоть до наушников с «антеннами» из бамбуковых палочек, но самолёты не садятся. Фейнман сравнивал с самолётопоклонниками некоторых учёных (в частности, психологов), которые, по его мнению, часто проводят исследования, имеющие все внешние атрибуты настоящей науки, но в действительности составляющие псевдонауку, не достойную ни поддержки, ни уважения.
В настоящее время выражение «карго-культ» часто используется в переносном смысле для обозначения ситуации, когда некий человек или общество перенимают и воспроизводят какие-либо практики, по их мнению ведущие к успеху, но делают это чисто внешне, не понимая их внутренней логики, либо сознательно пренебрегая ею.

## Джон Фрум

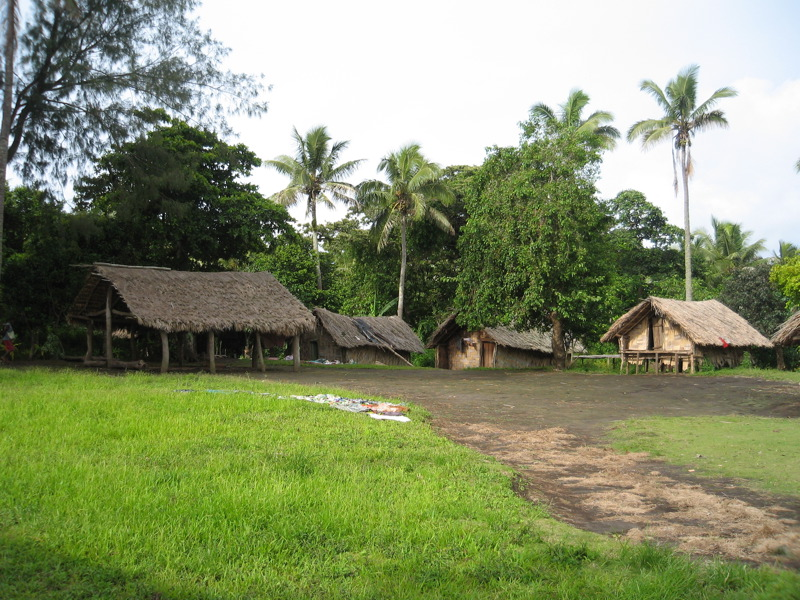
Место собраний последователей Джона Фрума

Один хорошо известный культ на острове Танна архипелага Новые Гебриды (с 1980 года носящем название Вануату) существует до сих пор. Центральная фигура культа — мессия по имени Джон Фрум. Первые упоминания о Джоне Фруме в официальных документах датированы 1940 годом, однако, несмотря на молодость этого мифа, никому не известно, существовал ли Джон Фрум на самом деле. Одна из легенд описывает его как одетого в пальто с блестящими пуговицами невысокого человека с тонким голосом и белёсыми волосами. Он делал странные пророчества и прилагал все усилия к тому, чтобы настроить население против миссионеров. В конце концов он «возвратился к предкам», пообещав своё триумфальное второе пришествие, сопровождаемое изобилием «груза». В его видении конца света фигурировал «великий катаклизм»: упадут горы и засыплются долины (что имеет сходство с Ис. 40:4: «Всякий дол да наполнится, и всякая гора и холм да понизятся…»), старики вновь обретут молодость, исчезнут болезни, белые люди будут навеки изгнаны с острова, а «груз» прибудет в таких количествах, что каждый сможет взять сколько захочет.
Одно из пророчеств Джона Фрума гласило о том, что во время второго пришествия он принесёт с собой новые деньги с изображением кокосового ореха. В связи с этим все должны избавиться от валюты белого человека. В 1941 году это привело к повальной трате денег среди населения; все бросили работать, и экономике острова был нанесён серьёзный ущерб. Администрация колонии арестовала зачинщиков, но никакие действия не могли искоренить культ Джона Фрума.
Чуть позже распространилась новая доктрина, гласившая, что Джон Фрум — король Америки. Появление в американской армии темнокожих людей только подкрепили верования местного населения.
Далее миф видоизменился и из «невысокого короля США» Фрум превратился в «высокого жителя Южной Америки».
Считается, что Джон Фрум возвратится 15 февраля, но год его возвращения неизвестен. Ежегодно 15 февраля верующие собираются на религиозную церемонию, чтобы поприветствовать его. Возвращение ещё не состоялось, но они не падают духом.
Первосвященником культа был человек по имени Намбас. Намбас по-приятельски называл своего мессию просто «Джон» и утверждал, что регулярно говорит с ним по «радио». Это происходило так: некая старушка с обмотанными вокруг талии проводами впадала в транс и начинала проговаривать случайный набор слов, который Намбас затем толковал как якобы слова Джона Фрума. Намбас заявил, что знал о приезде изучающих его культ операторах заранее, потому что Джон Фрум «предупредил» его «по радио». Натуралист Дэвид Аттенборо попросил разрешения взглянуть на «радио», но ему по понятным причинам отказали.

## Другие примеры культов карго
Похожий культ, танец духов, зародился при контакте индейцев и англо-американцев в конце XIX века. Пророк Вовока народа паюте проповедовал, что если танцевать определённым образом, предки вернутся по железной дороге, а новая земля покроет белых людей.
Во время Вьетнамской войны часть народа хмонг верила в скорое второе пришествие Иисуса Христа, который приедет одетым в камуфляж за рулём военного джипа, чтобы забрать их на нём в землю обетованную.
На протяжении истории восстаний Машона и Матабеле в 1896—1897 годах против английской колонизации в Южной Родезии возникали мессианские поверья, напоминающие карго-культ. Один из лидеров восстания жрец Мквати и его соратники твёрдо придерживались принципа, что их воины должны убивать европейцев, но не должны брать их вещи.
Некоторые индейцы Амазонки вырезали из дерева модели кассетных аудиоплееров, с помощью которых они разговаривали с духами.